# 助高屋高助 (4代目)
四代目 助高屋 高助（よだいめ すけだかや たかすけ、天保9年（1838年） - 明治19年（1886年）2月2日）は、幕末から明治にかけて活躍した歌舞伎役者。屋号は紀伊國屋。定紋は釻菊（かんぎく）、替紋は波に千鳥。俳名に訥子、高賀。

## 来歴
天保9年（1838年）五代目澤村宗十郎の長男として生まれる。弟は三代目澤村田之助。天保11年11月、河原崎座での帰花雪武田の小舎人紀の国丸役で二代目澤村源平を名乗り初舞台を踏む。
嘉永6年、16歳の時に父宗十郎と死別し弟田之助と共に劇界の孤児となる。その後安政元年（1855年）1月、中村座での松扇杏鶴亀曽我で父の前名である二代目澤村訥升を襲名して弟と中村座に出勤し、和事と女形役を中心に演じた。
明治2年（1869年）、守田座で座頭になるも同時期に座頭となった九代目市川團十郎や五代目尾上菊五郎に差を付けられて次第に大きな役が付かなくなり、弟の田之助が明治6年に澤村座を開いて兄を座頭として誘った事もありその頃から大歌舞伎の劇場から離れて行った。
その後明治9年（1876年）を最後に東京を離れて弟と共に南座に出演したり大阪に行くなど放浪の旅に出ていたが明治12年（1879年）に久松座が開場するに当たり公演を妨害しようとする十二代目守田勘彌の息のかかっていない大物役者として目を付けられ座頭として出演を依頼され3年ぶりに帰京した。しかし、久松座の動きを妨害したい守田勘彌の思惑もあって彼への借金を理由に新富座の5月公演に先に出演し、その時に勘彌の勧めもあって鞘当の名古屋山三役で父親が最後に名乗った四代目助高屋高助を襲名した。
その後は久松座や市村座等の二流の劇場に出演を続けていたが明治16年に入り当時活歴に傾倒していた團十郎が彼の境遇を憐み相手役として重用した事や立女形であった八代目岩井半四郎の死去も重なり、立女形の役が出来る格のある役者がいなくなったとあって女形役者として大歌舞伎の劇場に返り咲いた。
明治17年4月の新富座では團十郎の助六相手に揚巻を勤めるも途中で病気休演し代役で揚巻を勤めた成駒屋四代目中村福助の評判が良く彼の出世役となった。
明治19年1月に名古屋の千歳座に出演が決まるも番付の名前の位置を巡って二代目中村雀右衛門と喧嘩となり、それが原因で胃を悪くして2月2日、父親と同じく滞在先で死去した。
明治41年9月、歌舞伎座で養子の三代目澤村訥升が澤村宗十郎を襲名するに当たり、六代目を追贈された。

## 人物
容貌、技芸、人気ともに当時の女形としては第一人者であった弟に比べて「人品はよかったけれど、口跡が粘って、かつ芸に肚が無い」。と評価されるなど台詞廻しに難があり、江戸時代には立女形になった弟に対して上述の通り明治2年にようやく座頭になるなど出世も遅く、人気こそあったが同時期に座頭となった九代目市川團十郎や五代目尾上菊五郎に次第に追い抜かれて行った。
しかし、和事と女形役双方をこなせるという芸幅の広さや弟と異なり温和な性格や品の良さもあり、晩年は新富座で團菊の相手役として重宝され勧進帳の富樫役については團十郎をして
「これまでの富樫のうちで一番良かった」
と絶賛する腕前を持っていた。 また立女形としても上記の揚巻を始め、実録先代萩の浅岡、神霊矢口渡のお舟などが当たり役 となり半四郎から次世代の源之助や福助への橋渡しも担う事になった。
息子は皆養子で三代目澤村源平、七代目澤村訥子と七代目澤村宗十郎の計3人いる。